# 段文昌
段文昌（773年—835年），字墨卿，一字景初，唐朝鄒平（今屬山東濱州）人。生於荊州江陵（今湖北荊州市）。唐代政治人物，曾拜宰相，後除節度使，歷轉各軍。卒赠太尉。娶武元衡女。子段成式，為太常少卿。

## 簡介
大历八年（773年）出生于江陵，父段谔，官江陵县令。祖父段怀晈，曾祖父段瓘，高祖父為褒國公段志玄。
少有才名，貞元初年，劍南節度使韋皋薦為校書郎，累擢翰林學士、中書舍人。
贞元十五年（799年），入蜀初授校书郎。
唐憲宗元和十二年（817年）李愬平定淮西（今河南省東南部）吳元濟，韓愈寫碑文，碑成，立在汝南城北門外。由於碑文大力歌頌裴度功勳，甚少提到立功極大的李愬的事蹟，李愬的部下石孝忠憤怒，將碑文砸毀。天子時敕段文昌重撰。
唐穆宗即位，與令狐楚同拜中書侍郎、同中書門下平章事。
未逾年，长庆元年（821年），请辞相位，出為西川節度使。治蜀期間“素洽蜀人之情，至是以寬政為治，嚴靜有斷，蠻夷畏服”，长庆二年（822年），云南流民窜扰贵州，朝廷命段文昌处理，他派特使前往谈判，不久流民退去。
长庆三年（823年），拜刑部尚书。
宝历元年（825年），拜兵部尚书。
唐文宗大和元年（826年），拜御史大夫，次年拜淮南节度使。
大和四年（830年），改荊南节度使。
大和六年（832年）終官劍南西川節度使，生前與女詩人薛濤有往來，薛濤死後，段文昌為她作墓志銘。
太和九年（835年）卒於剑南西川，赠太尉。集三十卷。《全唐诗》輯其詩四首。《舊唐書》、《太平廣記》有傳。有四子：段成伋、段成式、段胜添、段胜云。

## 延伸阅读
[在维基数据编辑]
 在维基文库阅读此作者作品
 《舊唐書/卷167》，出自刘昫《舊唐書》